# Mortarium

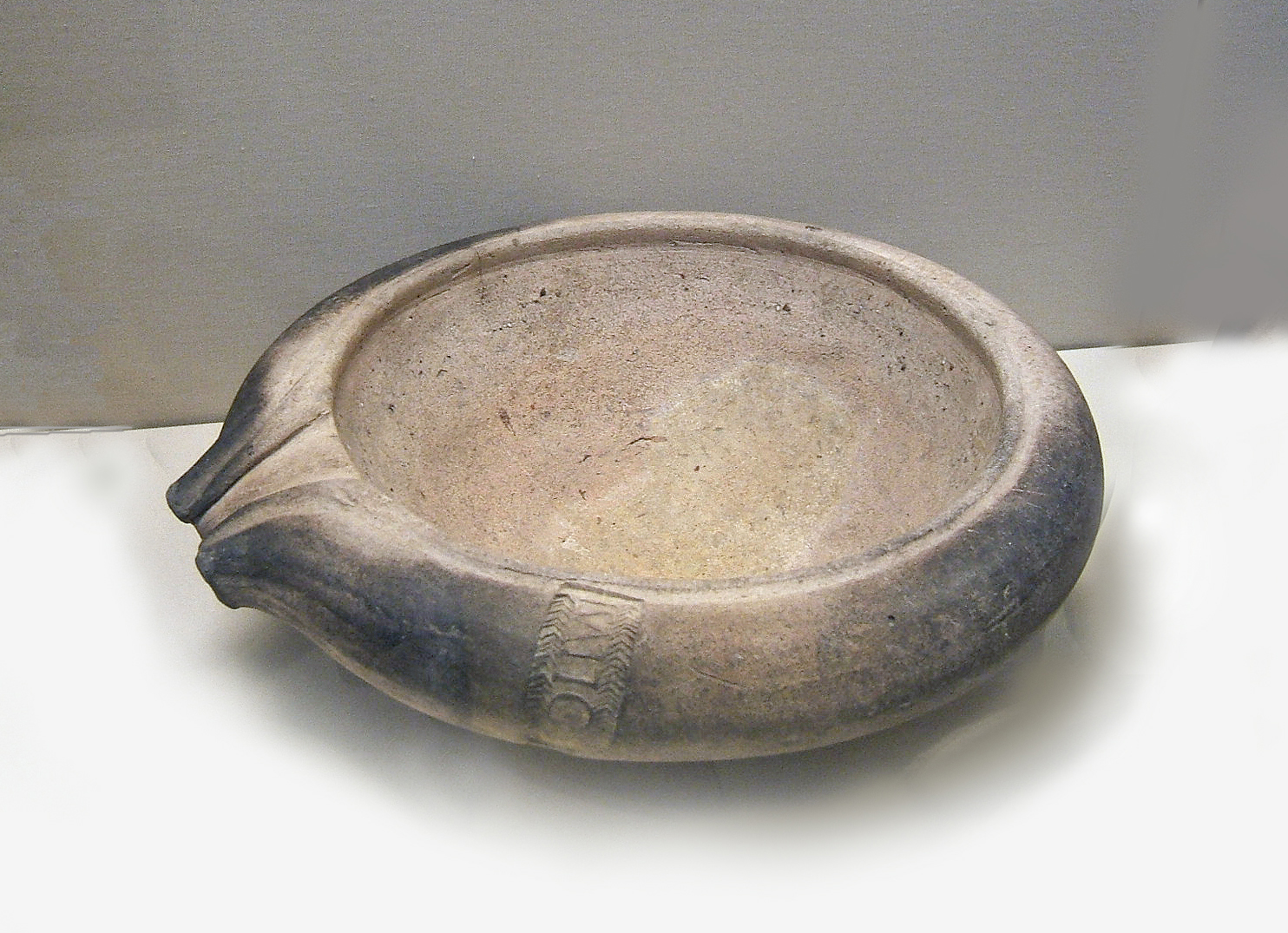
Mortarium mit Herstellerstempel im British Museum

Als Mortarium (lateinisch, „Reibschüssel“ oder „-schale“) wurden im Römischen Reich Gefäße bezeichnet, die zum Zerreiben und Mischen von Milchprodukten, Kräutern und Gewürzen verwendet wurden. Später und heute verwendet man in der Küche für diese Tätigkeit meist einen Mörser aus härterem Material zusammen mit einem Pistill (Stampfer). Den schriftlichen Quellen zufolge konnten diese Gefäße aus sehr unterschiedlichen Materialien hergestellt sein, aber im archäologischen Fundgut lassen sich fast ausschließlich solche aus Keramik nachweisen.

## Ware

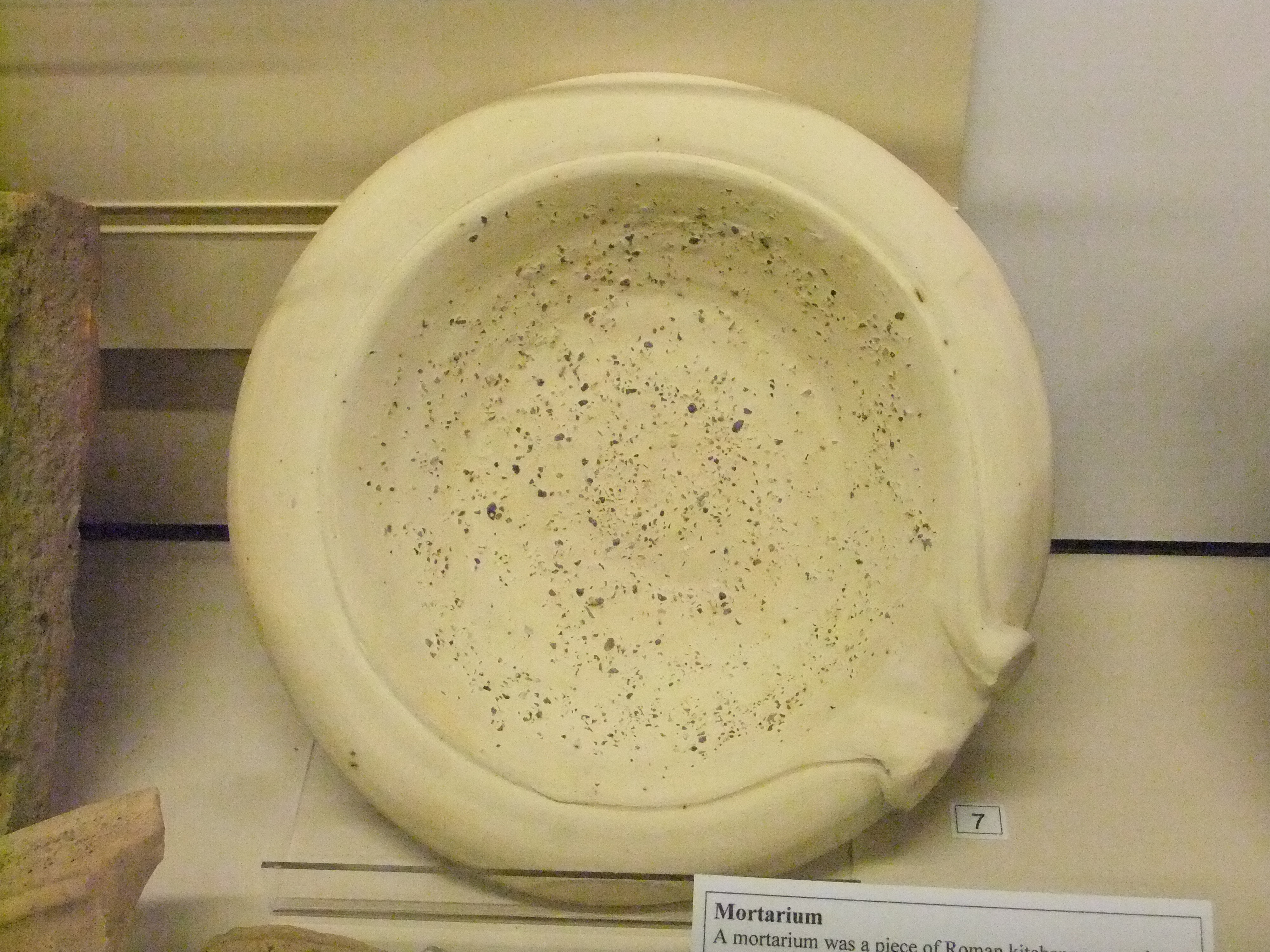
Innenseite mit Quarzkörnung

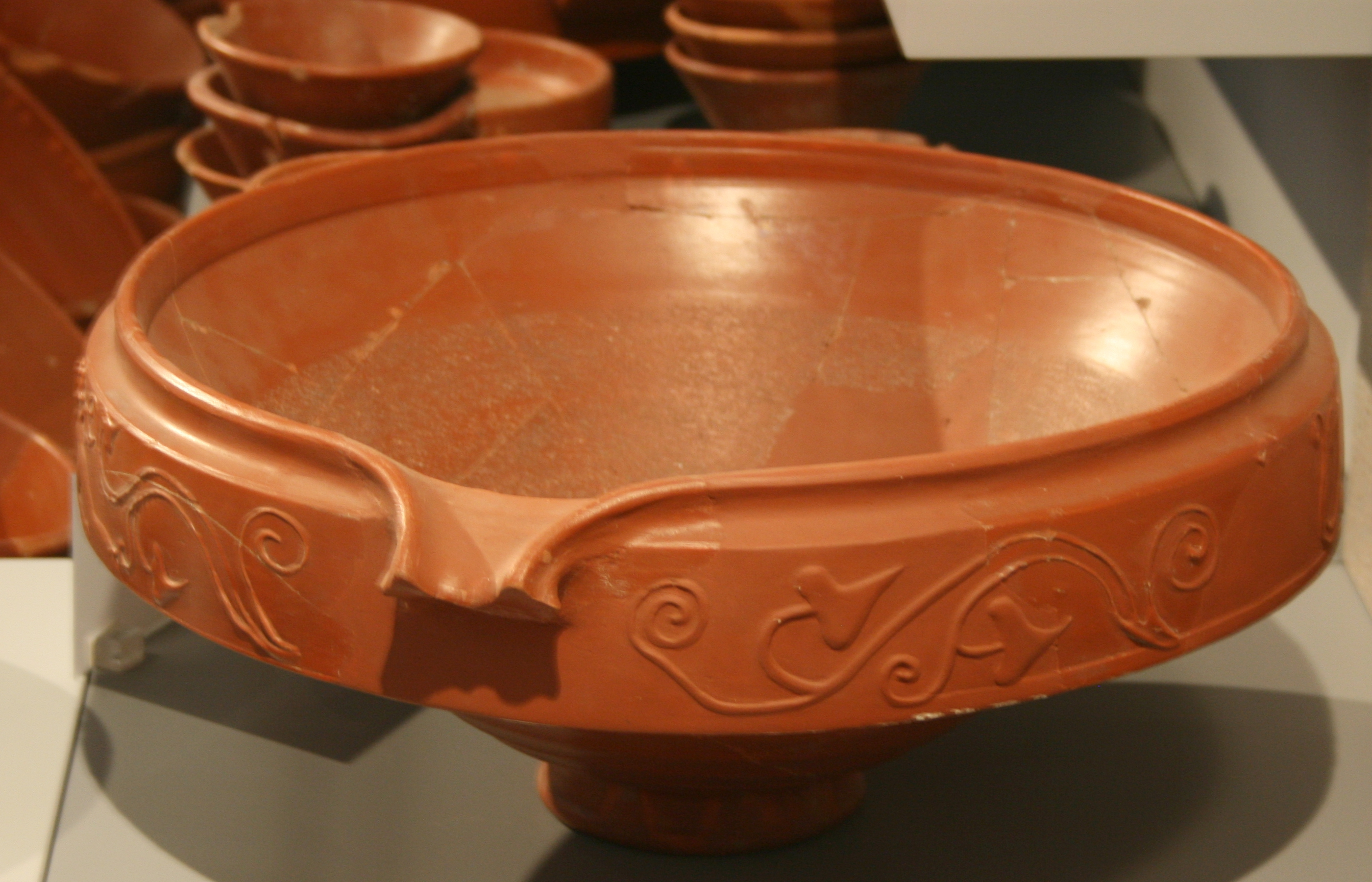
Terra Sigillata-mortarium Form Drag. 43 im Museum Rheinzabern

Die am häufigsten verwendeten grobkeramischen mortaria besitzen einen flachen Standboden, seltener einen Standring. Die Höhe ist meist geringer als der halbe Durchmesser der Öffnung. Sie benötigten einen breiten Steil- oder Kragenrand, damit man sie mit der Hand festhalten konnte. Beide Randformen besaßen an der Innenseite eine raue Reibefläche, die aus feinem Quarz- oder Kalksteingrus bestand. Bei Stücken des ersten Jahrhunderts können sich dort auch feine Rillen befinden. Ein seitlicher Ausguss erleichterte die Entleerung des Gefäßes. Die Form der Gefäße änderte sich während mehrerer Jahrhunderte bis in die Spätantike kaum, weshalb sie als Mittel zur Datierung wenig geeignet sind. Frühe Mortaria aus den Nordwestprovinzen besitzen auf dem Rand gelegentlich Herstellerstempel.
Mortaria wurden im Gegensatz zu modernen Mörsern eher zum Mischen und Kneten von Teig, Käse und teigähnlichen Mischungen verwendet. Die meisten Abnutzungsspuren weisen die Funde stets im unteren Bereich der Schüssel auf, was auf einen rührenden Reibevorgang schließen lässt. Gelegentlich sind die Böden aufgrund unsachgemäßer Behandlung durchstoßen. Zum Gebrauch der Schalen gehört ein Stößel (pistillum). Ein solcher ist aber nie in Verbindung mit einer Reibschale gefunden worden. Es liegt nahe, dass diese aus vergänglichem Material, wahrscheinlich Holz, bestanden.
Reibschalen der Raetischen Ware besaßen häufig einen Glanztonüberzug und einen bemalten Gefäßrand. Gegen Ende des 2. Jahrhunderts n. Chr. kommen Reibschalen aus Terra Sigillata auf (Formen Drag. 43 und 45), die auf eine Änderung der Tischkultur hinweisen. Offensichtlich wurden die Saucen nun direkt am Tisch zubereitet, weshalb hochwertigere Ware bevorzugt wurde.

## Verbreitung
Reibschüsseln stammen ursprünglich aus dem östlichen Mittelmeerraum. Sie sind in Kleinasien seit dem 11. Jahrhundert v. Chr. bekannt, stammen möglicherweise aus orientalischen Einflüssen. Vereinzelt sind sie in Griechenland seit dem 7. Jahrhundert v. Chr., ab dem 5. Jahrhundert allgemein gebräuchlich. In Italien sind sie vor dem 2. Jahrhundert v. Chr. kaum nachzuweisen. Der Gebrauch tönerner Reibschalen verbreitete sich schnell, sie sind schon im selben Jahrhundert im Fundmaterial der römischen Lager von Numantia nachweisbar.
Mortaria wurden wie der Großteil der groben Küchenkeramik in lokalen Werkstätten hergestellt und regional vertrieben. In Gallien gab es wenige Töpfereien, die ihre Produkte über eine weitere Entfernung exportierten.  Das häufige Vorkommen von mortaria in Mitteleuropa seit der Zeit der römischen Besetzung kann als Übernahme mediterraner Tischsitten gedeutet werden und somit als Indiz für die Romanisierung gelten. Allerdings sind die tönernen mortaria insgesamt sehr ungleich über das Reich verteilt, sodass das Fehlen dieser Fundgruppe nicht umgekehrt als Zeichen für eine geringe Romanisierung gelten kann. In einigen Regionen gehören Reibschüsseln zu den häufigen Typen von Keramikfunden auf römerzeitlichen Ausgrabungen, während sie aus anderen Regionen fast gar nicht bekannt sind. Eine Erklärung für dieses Phänomen steht noch aus, auch wenn die Verwendung von mortaria aus anderen Materialien in einigen Regionen eine mögliche Erklärung bieten könnte.

## Verwendung

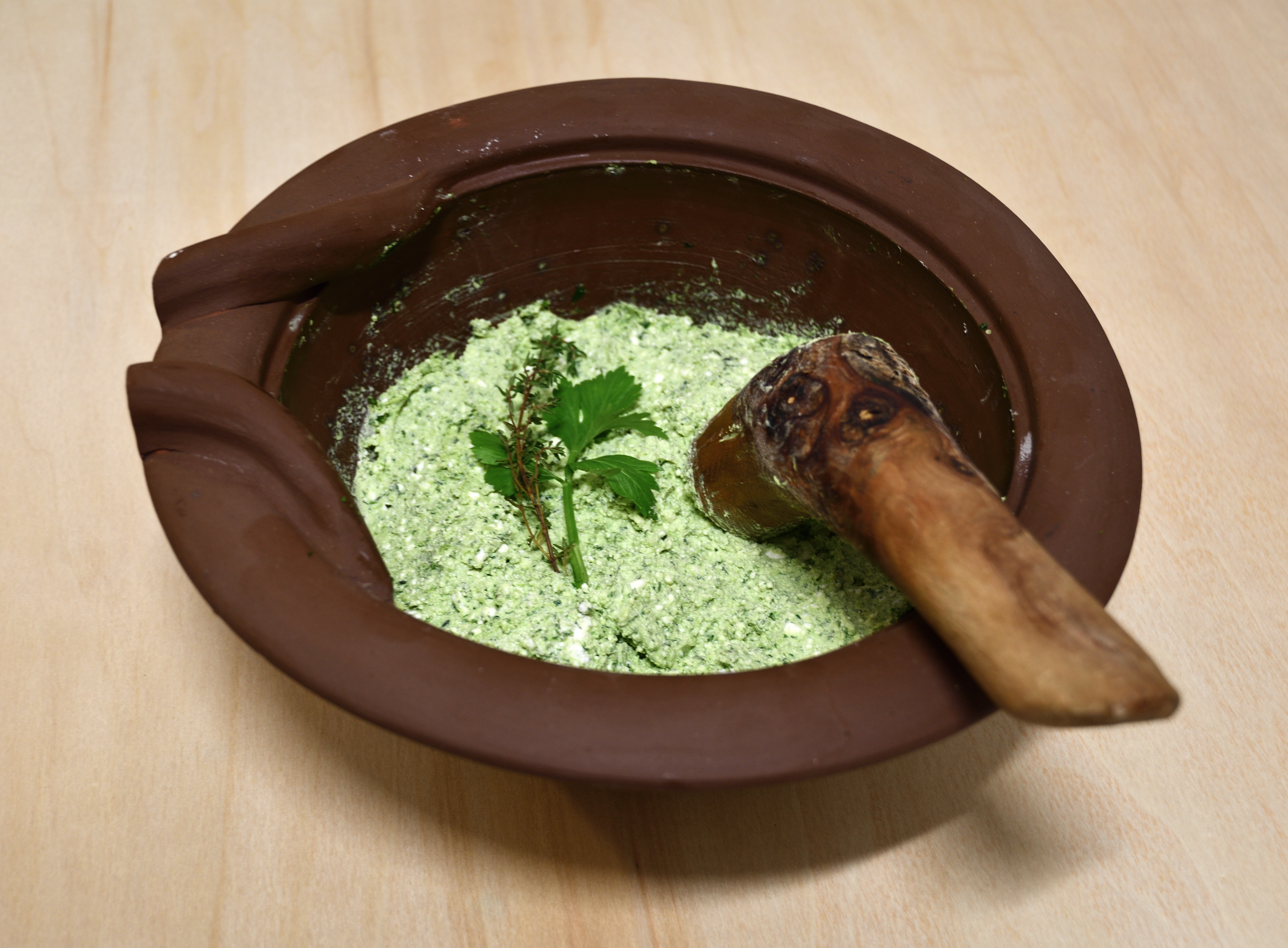
Moretum in Reibschalen-Replik mit nachgebildetem Holzpistillum

Tönerne Reibschalen wurden in erster Linie verwendet zum Anreiben oder Anrühren verschiedener Würzsaucen, die in der römischen Küche weit verbreitet waren. Im Kochbuch des Apicius werden einige dieser Saucen erwähnt. Um diese zu servieren, gehörten kleine Näpfe und Schälchen zum üblichen Tischgeschirr. Besonders häufig werden mortaria zur Herstellung von Moretum verwendet worden sein. In dieser Verwendung werden sie in dem Gedicht Moretum erwähnt.